# General Pinto (kommunhuvudort i Argentina)
General Pinto är en kommunhuvudort i Argentina.   Den ligger i provinsen Buenos Aires, i den centrala delen av landet, 300 km väster om huvudstaden Buenos Aires. General Pinto ligger 101 meter över havet och antalet invånare är 6 557.
Terrängen runt General Pinto är mycket platt. Runt General Pinto är det mycket glesbefolkat, med 4 invånare per kvadratkilometer..
Trakten runt General Pinto består till största delen av jordbruksmark.